# Paula Strasberg
Paula Strasberg (8 de marzo de 1909 - 29 de abril de 1966) fue una  actriz  y profesora de teatro conocida por ser  la segunda esposa  de  Lee Strasberg, madre de los actores John y Susan Strasberg, así como la entrenadora de interpretación de Marilyn Monroe y su confidente.

## Carrera
Nacida Pearl Miller,  hizo su debut en Broadway en 1927, apareciendo en The Cradle Song. Dos años más tarde,  se casó con su primer marido, Harry Stein, de quien se divorció en 1935. El matrimonio no tuvo hijos. Apareció en más de 20 funciones de teatro hasta Me and Molly en 1948. Miembro en vida de la Actors Studio, se casó, en segundo lugar, con Lee Strasberg en 1935, varios días después de que su primer matrimonio oficialmente se disolvió.
Fue puesta en la lista negra por su membresía en el Partido Comunista de los Estados Unidos, a pesar de que su marido no fue miembro y no padeció efectos adversos en su carrera. Se convirtió en la entrenadora de interpretación y confidente de Marilyn Monroe hasta el fallecimiento de Monroe en 1962, suplantando a Natasha Lytess.[cita requerida]

## Vida personal
Sus hijos, Susan (1938-1999) y John (nacido en 1941), eran también actores. Susan Strasberg describió a su madre como "una combinación de delicatessen, farmacéutica y madre judía".

## Fallecimiento
Paula Strasberg murió de cáncer de médula ósea en el Beth Israel Hospital en Manhattan el 29 de abril de 1966, a los 57 años, y está enterrada en el Cementerio Westchester Hills en Hastings-on-Hudson, Condado de Westchester, Nueva York. Dejó un marido, sus dos hijos y una hermana menor, Beatrice.